# رول‌کماندو هامان
رول‌کماندو هامان (به لیتوانیایی: skrajojantis būrys) یک واحد نظامی کوچک و متحرک بود که در ماه‌های ژوئیه تا اکتبر ۱۹۴۱ به کشتار یهودیان لیتوانیایی در مناطق روستایی لیتوانی پرداخت، و عدد کشته‌های این کشتارهای دسته‌جمعی کمینه ۶۰٬۰۰۰ تن تخمین زده می‌شود. این واحد همچنین مسئول بسیاری از کشتارها در لتونی از ژوئیه تا اوت سال ۱۹۴۱ بود. تا پایان ۱۹۴۱، پاکسازی یهودیان لیتوانیایی توسط نیروهای‌هامان در مناطق روستایی، در طی دو عملیات کشتار پوناری به دست یپاتینگاسیس بوریس، و دژ نهم در کاوناس توسط گردان‌های تاتینیو داربو آپسوگوس، به‌طور مؤثر انجام شده بود. تخمین زده می‌شود که در طی حدود شش ماه، ۸۰ درصد از کل یهودیان لیتوانی کشته شده باشند. تعداد معدودی از افراد به منظور بهره‌کشی به عنوان نیروی کار زنده باقی گذاشته شدند، و در گتوهای شهری، عمدتاً در گتوهای ویلنا و کاوناس، متمرکز شدند.

## سازمان
این گروه متشکل از ۸ تا ۱۰ آلمانی از آینزاتس‌کماندو ۳ بود که به فرماندهی اس‌اس-اوبراشتورمفورر یواخیم‌هامان و ده‌ها لیتوانیایی از گردان‌های TDA به فرماندهی برونیوس نورکوس تشکیل شده بود. این واحد ساختار دائمی نداشت و برای انجام مأموریت‌های اد هوک در شهرهای گوناگون لیتوانی فراخوانده می‌شد. اگرچه بوبنیس گزارش می‌دهد که‌هامان بدون آنکه خود در کشتارها شرکت داشته باشد، دستورها را به نیروهای تحت فرماندهی خود محول می‌کرد، شهادت‌های شاهدان پس از جنگ نشان می‌دهند که‌هامان با دیگران دربارهٔ حضور مستقیم خود صحبت کرده‌است. گزارش یگر به شرح اعدام‌های دسته‌جمعی است که توسط این واحد در ۵۴ مکان در سراسر لیتوانی انجام شدند، می‌پردازد. از ۱۳ ژوئیه تا ۲۲ اوت ۱۹۴۱، این واحد از دوگوپیلس، لتونی، فعالیت می‌کرد. در این مدت، واحد ۹۱۰۲ تن را که تقریباً همه یهودی بودند، از گتو دوگوپیلس به قتل رساند.

## عملیات‌ها
معمولاً این واحد پس از به‌صف کشیدن یهودیان محلی و گردآوری آن‌ها در منطقه ای خلوت‌تر، اغلب جنگل یا زمینی در فاصله دور، توسط مقامات محلی نازی و همسدتان محلی لیتوانیایی آن‌ها، وارد عمل می‌شد. گاهی گتوهای کوچک و موقت برای گردآوری یهودیان از چندین شهر مجاور برپا می‌شدند. یهودیانی که برای اعدام گزینش شده بودند، به مکانی که معمولاً حدود ۴–۵ کیلومتر دورتر از محل زندگیشان بود، راهپیمایی می‌کردند و سپس تیرباران می‌شدند. در آغاز تنها مردان تیرباران می‌شدند، در حالی که کشتار زنان و کودکان از اواخر سال ۱۹۴۱ آغاز شد. اجساد را در گودال‌هایی که از پیش کنده شده بودند دفن می‌کردند و دارایی‌های باارزش قربانیان میان عاملان کشتار تقسیم می‌شد.